# 施榮懷
施榮懷，GBS，JP（1961年12月14日—），香港商人、香港恒通資源集團有限公司執行董事、香港再出發大聯盟副秘書長。他是香港中華廠商聯合會的前會長（2012年至2014年）兼永遠名譽會長和世貿聯合基金總會的榮譽主席。除此之外，施榮懷積極參與政治與文化事務；活躍於有關方面的工作，包括擔任東區文藝協進會永遠會長兼秘書、香港友好協進會成員以及香港北京交流協進會會長、港區省級政協委員聯誼會常務副會長。他是第十二屆（2013年起）、第十三屆兼第十四屆全國政協委員（特别邀請人士）、北京市政協常務委員。2023年升任全國政協常務委員。

## 背景

### 早年生活
施榮懷祖籍福建省晉江市龍湖鎮南莊村。父親是著名書法家、第十一屆全國政協委員、恆通資源集團有限公司董事局主席施子清，家有一名胞兄和兩名弟；大哥施榮怡、三弟施榮恆和四弟施榮忻。施榮懷早年於香港島北角春秧街居住，分別就讀堡壘街博愛幼稚園（1968年）、蘇浙小學（1968年入讀小一，1974年第21屆小六）和聖類斯中學（1979年第53屆中五）。他小時候經常到工展會遊覽。在1981年中學預科畢業後，他先在香港浸會學院修讀化學系文憑，再到美國威斯康星大學拉克羅斯分校完成化學系學士學位。施榮懷於1985年畢業後回港與大哥施榮怡及父親一同經營生意。施榮懷本想繼續進修或當大學教授，但因大哥希望他協助打理公司生意，所以最終決定留港幫忙。他當時負責當信差，又會到碼頭落貨和到紅磡貨場堆積貨品。累積經驗後隨大哥與父親到北京、遼寧、北韓等地洽談生意。從台灣、韓國、日本、意大利等地購入紡織原材料，即棉花、羊毛、尼龍等等，再轉售中國內地的貿易公司。

### 事業發展
從1995年開始，施榮懷為職業訓練局的學生設立獎學金在打理家族生意的同時，他也擔任董事/理事的崗位。他在2005年起擔任江西金源董事（至2012年）。分別於2011年和2017年成為中國織材控股以及百營環球資源的非執行董事另外亦是恒和珠寶集團獨立非執行董事。施榮懷在2018年獲選為香港專業及資深行政人員協會第十二屆理事會理事。而他在家族企業的角色為執行董事，負責管理該集團與中國內地企業之間的紡織原料貿易。
在推動香港本地大學發展的層面上，施榮懷被委任為多間大專院校的校董會成員。他自2008年起成為嶺南大學校董會及諮議會成員，後來成為榮譽諮議會成員及於2014年再獲委任。又擔任香港理工大學顧問委員會（2014年至今）和香港浸會大學諮議會的（榮譽）委員（2008年至今）。施榮懷除了是香港理工大學基金會員，也曾在2011年與父親及其餘兄弟捐出500萬港元支持香港浸會大學校園發展和其當代中國研究所的工作。大學校方其後將校園內其中一個展覽廳以施子清伉儷命名。
而在公益事業上，施榮懷曾是香港公益金籌募委員會委員。還有，其身影可見於政治方面。他在2000年任上海浦東新區政協委員。2003年獲委任為北京市政協委員。到了2008年任北京市政協常委。兼開始參與工展會的籌備工作此前，於2007年獲委任為湖南省青年聯合會副主席，2008年是其擔任香港中華廠商聯合會副會長的年份。後來因應佔領中環運動於2014年發生，施榮懷曾出任「保普選反佔中大聯盟」的發言人與團結香港基金會顧問。
2023年，施榮懷獲選為全國政協常務委員。2024年12月獲委任為香港大學校務委員會委員。

### 官司糾紛
施榮懷與其胞兄施榮怡曾入稟控告前雷曼兄弟總經理黃正謙在2011年游說他們投資開發「烏拉特中旗海辰金圖古日格金礦」後違反回購承諾，但反被對方於2018年控告他們以恐嚇勒索方式逼他交出300萬誠意金。

### 個人榮譽
施榮懷在2011年成為職業訓練局榮譽院士。同年獲特區政府委任為非官守太平紳士。他於2015年10月20日與香港浸會大學基金董事局副主席李宗德因對香港理工大學和社會有卓越貢獻而一同獲該院校頒授大學院士榮銜。此前獲政府頒授銅紫荊星章，以表揚他在社會服務方面的貢獻。此外還成立香港北京交流協進會，加強兩地交流。2025年獲頒授金紫荊星章。

## 公職
施榮懷擔任香港特區政府的公職如下：
- 選舉管理委員會工業界（第二）委員（2006年起[69][70][71]，2021年不再參選）
- 勞工顧問委員會委員（2011至2013年[72]、2017年至2019年[73]、2022年至2025年[74]）
- 大珠三角商務委員會委員（2010年至2013年）[75][76]
- 廉政公署社區關係市民諮詢委員會委員（2010年至2016年）[77][78][79]
- 旅遊事務署旅遊業策略小組成員
- 戴麟趾爵士康樂基金投資諮詢委員會成員（2011年至2014年）[80]
- 香港貿易發展局理事會成員[81]
- 標準工時委員會委員（2013年至2016年）[82]
- 經濟發展委員會製造、高新科技及文化創意工作小組成員（2017年至2019年）[83]
- 香港與內地經貿合作諮詢委員會委員（2013年至2015年）[84]
- 禁毒常務委員會成員（2011年至2015年）[85]。
- 香港話劇團理事會成員（2020年至2022年）[86]

## 其他資料
施榮懷自1990年代中期開始在香港賽馬會成為馬主，他和施吳蕙英、施湧樂與施仲樂一家四口擁有數匹馬，其中「南莊旺」、「兄弟同心」、「南莊好運」（與施榮怡合夥，沿用施榮怡名下綵衣，不過帽笠為紅色）、「長風萬里」、「四喜歡騰」、「非同小可」、「南莊寶寶」、「南莊精神」經已退役，只有「南莊之歌」仍參與賽事。2013年8月，他曾擔任2013年度香港小姐競選決賽佳麗會晤大會的評判。
體育方面，施榮懷曾經擔任1990年亞洲運動會香港籃球代表隊領隊。

## 參與節目
- 2018年：改革先驅（無綫電視）
- 2020年：為人為己 普及檢測（無綫電視）
- 2022年：三方協作創明天（無綫電視）